# Кадонати, Лаура
Лаура Кадонати (англ. Laura Cadonati, род. 8 декабря 1970) — американский физик, специализируется на гравитационных волнах.

## Карьера
Кадонати защитила докторскую диссертацию в Принстонском университете в 2001 году, защитив диссертацию «Эксперимент с солнечными нейтрино Борексино и его сцинтилляционная защитная оболочка». Она была адъюнкт-профессором физического факультета Массачусетского университета в Амхерсте, а в 2015 году перешла в Центр релятивистской астрофизики Технологического института Джорджии.
Кадонати является членом коллаборации Laser Interferometer Gravitational-Wave Observatory (LIGO) с 2002 года и участвовала в первых наблюдениях гравитационных волн в 2015 году.
В 2017 году она стала первым заместителем представителя LIGO и широко цитировалась в СМИ, когда LIGO обнаружил третью гравитационную волну.
Кадонати стала заместителем декана по исследованиям Колледжа наук Технологического института Джорджии в 2021 году.
Она является членом Международного астрономического союза.

## Награды и почести
- 2010 Премия Национального научного фонда КАРЬЕРА[19]
- 2015 Член Американского физического общества за «лидерство в анализе данных о гравитационных волнах и астрофизических усилиях научного сотрудничества LIGO, включая работу по соединению численного моделирования источников с наблюдениями с помощью детекторов LIGO, Virgo и GEO»[20]
- 2018 Премия выдающемуся автору-исследователю-преподавателю[21]